# Longview (Teksas)
Longview je grad u američkoj saveznoj državi Teksas. Prema popisu stanovništva iz 2010. u njemu je živjelo 80.455 stanovnika.